# Вільгельм Цандер
Вільгельм Цандер (нім. Wilhelm Zander; 22 квітня 1911, Саарбрюкен — 27 вересня 1974, Мюнхен) — німецький офіцер, штандартенфюрер СС. Особистий ад'ютант Мартіна Бормана.

## Біографія
У 1931 року вступив у НСДАП (партійний квиток № 552 659), в 1933 року — у СС (посвідчення № 27 789). До травня 1945 року займав пост особистого ад'ютанта начальника партійної канцелярії НСДАП і особистого секретаря Адольфа Гітлера, рейхсляйтера Мартіна Бормана. Був його довіреною особою.
29 квітня 1945 року був відправлений Борманом з Берліна до Карла Деніца з одним з трьох примірників політичного заповіту Адольфа Гітлера з метою проінформувати грос-адмірала про те, що він є наступником фюрера. Однак хоча йому і вдалося пробитися з Берліна на Захід, доручене завдання він так і не виконав.
Після закінчення війни, він змінив ім'я на Фрідріха Вільгельма Паустіна і деякий час працював садівником в Тегернзе. Незважаючи на всі твердження його дружини про те, що він загинув, американці вистежили Цандера і взяли в полон. Разом з ним, в руках американських спецслужб виявилася і копія заповіту Гітлера.

## Сім'я
Цандер був зведеним братом оберфюрера НСКК Альвіна-Бродера Альбрехта — ад'ютанта Адольфа Гітлера.

## Нагороди[4]
- Спортивний знак СА в бронзі
- Німецька імперська відзнака за фізичну підготовку в бронзі
- Залізний хрест 2-го і 1-го класу